# 춤추는 나의 베아트리체
《춤추는 나의 베아트리체》(El Camino De Los Ingleses, Summer Rain)는 영국에서 제작된 안토니오 반데라스 감독의 2006년 드라마, 멜로/로맨스 영화이다. 알베르토 아마릴라 등이 주연으로 출연하였고 안토니오 반데라스 등이 제작에 참여하였다.
이 영화는 Antonio Soler의 소설에 기반을 두고 있다. 배경은 1978년 스페인 말라가이다.

## 출연

### 주연
- 알베르토 아마릴라
- 마리아 루이즈
- 펠릭스 고메즈

### 조연
- 라울 아레발로
- 마르타 니에토
- 마리오 카사스
- 프란 페리아
- 안토니오 가리도
- 빅터 페레즈
- 페파 아니오르테

## 기타
- 공동제작: 앨버트 마르티네즈 마틴
- 라인프로듀서: 피터 라 테리어
- 협력프로듀서: 카롤라 애쉬
- 미술: 하비에르 페르난데즈
- 의상: 비나 다이겔러